# Bombomyia discoidea
Bombomyia discoidea är en tvåvingeart som först beskrevs av Fabricius 1794.  Bombomyia discoidea ingår i släktet Bombomyia och familjen svävflugor. Inga underarter finns listade i Catalogue of Life.